# 207 v. Chr.
Portal Geschichte | Portal Biografien | Aktuelle Ereignisse | Jahreskalender | Tagesartikel

◄ |
4. Jahrhundert v. Chr. |
3. Jahrhundert v. Chr. |
2. Jahrhundert v. Chr. |
►

◄ | 220er v. Chr. | 210er v. Chr. | 200er v. Chr. | 190er v. Chr. |
180er v. Chr. |
►

◄◄ | ◄ | 210 v. Chr. | 209 v. Chr. | 208 v. Chr. | 207 v. Chr. |
206 v. Chr. |
205 v. Chr. |
204 v. Chr. |
► |
►►
Staatsoberhäupter

## Ereignisse

### Zweiter Punischer Krieg

Verlauf des Zweiten Punischen Krieges 218–202 v. Chr.

- Die Römer besiegen die Karthager in der Schlacht von Grumentum.
- Römischer Sieg gegen ein Karthagerheer unter Hasdrubal Barkas in der Schlacht am Metaurus.
- Hannibal zieht sich nach Bruttium zurück.

### Griechenland
- Nabis wird König von Sparta. Er führt die sozialen Reformen des früheren Königs Kleomenes III. fort und versucht Sparta außenpolitisch als unabhängige Macht zu halten.

### Kaiserreich China
- In China geht mit dem Tod von Qin Er Shi im Oktober und der Gefangennahme seines Nachfolgers Ziying durch Liu Bang im Dezember die Qin-Dynastie zu Ende. Liu Bang liefert den abgesetzten Kaiser an den Kriegsherren Xiang Yu aus.

## Gestorben
- Oktober: Qin Er Shi oder Èr Shì Huángdì, zweiter chinesischer Kaiser der Qín (* 230 v. Chr.)
- Hasdrubal Barkas, karthagischer Feldherr, Bruder Hannibals